# 구선복
구선복(具善復, 1718년 ~ 1786년 12월 9일)은 조선 후기 무신, 군인이다. 10년 이상 훈련대장을 역임했으며, 당대 별명은 무종(武宗)이었다. 자(字)는 사초(士初), 본관은 능성. 한성부 출신이다. 사도세자가 영조의 명으로 뒤주에 갇혔을 때 뒤주를 감시하는 역할을 하였다.
1738년(영조 14년) 식년과 생원시에 3등으로 합격, 생원이 되었으며 무과에 급제하여 관직에 올랐다. 형조참판, 황해수사, 충청병사 등을 거쳐 1757년 포도대장, 이후 판의금부사 등을 역임했다. 정조 즉위 후 한성부 판윤, 병조판서를 거쳐 훈련대장을 역임했으며, 상계군 추대 사건 이후 송낙휴 고변으로 양자 구이겸, 조카 구명겸 등과 같이 사형당했다.

## 생애
1738년(영조 14년) 식년과 생원시에 3등으로 합격, 생원이 되었다. 그 뒤 무과에 급제하여 관직에 올랐으며, 1738년 권무군관에 임명되었으나 사양하고 부임하지 않았다. 이 과정에서 그의 아버지 구성필이 사내 종을 독촉하여 전령을 구타한 일이 문제되어, 그는 곤장을 받았다. 그해 6월 금위영 초관, 1739년 선전관 등을 역임했다. 1741년 남행선전관, 다시 선전관이 되고, 그해 11월 겸 내승, 부사정, 12월 부사과를 거쳐 형조참판 겸 오위도총부 부총관이 되었다.
1742년 선전관, 훈련원첨정, 도총부경력, 훈련원부정, 1743년 8월 9일 순천군수(順川郡守)로 부임하였다. 1745년 10월 금위영군관으로 내직으로 돌아왔고, 부사과, 1746년 훈련원정을 거쳐 청주영장(淸州營將)으로 발령받았다. 청주영장으로 재직 중 절충장군으로 승진, 부호군이 되었다가 1747년 부사직이 되었다. 그해 겸사복장을 거쳐 삭주부사로 부임했으나 3개월만에 내직으로 다시 돌아와 부호군이 됐다.
1748년(영조 24) 겸 내승이 됐다가 그해 4월 18일 영종도첨사로 부임했으며, 그해 9월 3일 황해도수군절도사가 되고 이듬해 8월 부호군이 되었다. 1750년(영조 26) 다시 선전관이 되었다가 충청도병마절도사가 되었다. 1751년 부친의 병으로 사직을 청했다가 부호군으로 전직되었다. 1751년과 1752년 선전관이 되어 무과의 시험관을 겸직했다. 1752년 임오화변으로 사도세자가 나무 뒤주에 갇히자, 뒤주를 감시하는 역할을 했다. 이때 그는 사도세자를 조롱했는데, 이 일로 세손 산(훗날의 정조)이 앙심을 품게 되었다.
이후 호군, 부호군, 금위영 기사별장 등을 지내고 그해에 다시 도총관, 금위영 기사별장, 금군별장을 지냈다. 1753년 부총관, 금군별장을 지내면서 무과 2소의 시관이 되었다. 그 뒤 금위대장과 훈련대장, 총융사를 지냈다. 1753년 2월 영변부사로 부임하고 1754년 1월 통제사를 거쳐 북병사로 전임되었다. 그해 부총관, 부호군을 거쳐 훈련원도정이 되었다. 그해 다시 부총관이 되었다가 훈련도감중군(訓鍊都監中軍)이 되었다. 1755년 1월 어떤 일로 조경(趙璥)과 시비가 붙었는데, 그는 불이익을 받지 않았다. 그 달에 성균관대사성에 임명됐던 조경은 이 일로 곧 사직했다.
1757년 한성부 우윤, 좌윤 포도대장, 총융사가 되고, 1758년 우포도대장, 훈련원도정, 1759년 우포도대장이 되었으며 잠시 행사직으로 전직됐다가 다시 우포도대장이 됐다. 그해 우포도대장이 됐다가 금위대장이 되었으며, 다시 우포도대장, 행 부호군이 되었다. 1760년 형조참판, 부총관, 동지의금부사, 특진관으로 경연에 들고 그해 좌포도대장, 훈련원도정, 행 사직, 다시 훈련원도정이 됐다. 1763년 행사직, 행부호군, 특진관, 총융사, 좌포도대장이 되었다. 그 뒤 병조판서, 비변사당상, 의금부판사를 역임했다. 1771년에는 다시 무과의 시험관으로 과거를 주관했다. 1773년 형조판서, 행사직, 금위대장, 1774년 판의금부사르 ㄹ지냈다. 이후 행사직으로 비변사에 입시했다.
1776년 한성부판윤이 됐다가 곧 1776년(정조 즉위) 병조판서가 되었다. 정조의 왕위 계승을 반대하던 홍인한, 정후겸 등과는 다르게 그는 세손의 대리청정, 왕위 계승에 반대하지도 않고 개입하지도 않아서 정조는 그를 처벌할 명분이 없었다. 그해 보국숭록대부로 승진, 어영대장으로 임명되었다가 형조판서를 거쳐 다시 어영대장으로 임명되었다. 1777년 영중추부사(領中樞府事) 이은(李溵)과 근무 중 다투다가 같이 면직됐으나, 다음 달에 복직했다. 그해 금위대장으로 임명됐다가 파직당했고, 다시 복직 준천사 당상, 어영대장이 되었다. 1778년 우변포도대장이 되었다가 다시 어영대장이 됐다. 그해 훈련대장, 지중추부사를 거쳐 다시 훈련대장이 되었다. 그해 형조판서가 되었다가 두 달 만에 삭직되고, 1779년 1월 훈련대장으로 복직했다.
그해 3월 한성부판윤이 됐다가 4월 금위대장이 됐다. 그해 9월 다시 훈련대장이 됐다. 1780년 형조판서가 됐다. 그해 사간 이명훈(李命勳)이 그가 홍국영과 관련 있다고 탄핵했으나 정조가 이를 듣지 않았다. 그해 형조판서, 판의금부사, 훈련대장을 거쳐 다시 형조판서, 공조판서가 됐다.  이듬해 다시 훈련대장이 됐다. 1782년 의금부판사가 되고 형조판서를 거쳐 다시 의금부판사가 됐다. 1783년 다시 훈련대장이 됐다.
1786년 송낙휴가 상계군 담이 죽기 전, 김상철이 살면 자신도 산다고 말했으며, 그의 양자 구이겸이 상계군을 소인이라 칭했다며 상계군을 추대하려 했다고 고변, 파면당한 뒤 양자 구이겸, 5촌 조카 구명겸과 함께 처형당하고 가산은 적몰당했다. 후일 그의 집 노비들도 체포되어 추국당했으나 고변하지 않았고, 순조 즉위 때까지도 그에게 추가 처벌 및 그의 서자, 서제 등을 죽여야 한다는 상소가 계속 올라왔다.

### 사후
능지처사 된 시신 중 일부를 최씨 집안이 수습해서 자신들 땅인 화성군에 비밀리에 암장했다가 후일 발굴되었다. 연좌되지 않은 친척 구종로(具宗魯) 등은 경상남도 기장군 철마면 동백리 등으로 숨어들어갔다.
2016년 12월 3일 경기도 화성시 장안면 독정리 산373-6번지, 수원 최씨 종중산 경내에 비밀리에 묻은 그의 시신이 발견되었다. 상반신은 없고 다리뼈만 있었는데 최씨 중 누군가가 구선복 장군의 시신이니 우리가 돌봐야 된다고 하여 후손들에게로 전해졌고, 2016년까지도 그의 다리뼈들을 묻은 무덤을 돌봐주었다. 그의 후손이 발굴하여 시신은 능성구씨 도원수파 호양공 문중 선영으로 이장되었다.

## 같이 보기
- 사도세자
- 임오화변
- 이석문
- 상계군
- 송낙휴

## 관련 서적
- 구수석, 《정조시대 훈련대장 구선복》 (민창사, 2007)